# Fahrabach
Fahrabach (auch Fahrenbach) ist eine Ortschaft und eine Katastralgemeinde der Gemeinde Ramsau im Bezirk Lilienfeld in Niederösterreich.

## Geografie
Der Streusiedlung liegt östlich von Ramsau im Tal des Fahrabaches in einer nach Süden exponierten Lage. Zur Ortschaft gehört der Hof Baumgartner und einige unbenannte Lagen.

## Siedlungsentwicklung
Zum Jahreswechsel 1979/1980 befanden sich in der Katastralgemeinde Fahrabach insgesamt 10 Bauflächen mit 8.691 m² und 12 Gärten auf 71.847 m², 1989/1990 gab es 10 Bauflächen. 1999/2000 war die Zahl der Bauflächen auf 26 angewachsen und 2009/2010 bestanden 19 Gebäude auf 26 Bauflächen.

## Geschichte
Laut Adressbuch von Österreich waren im Jahr 1938 in Fahrabach ein Zimmermeister und einige Landwirte mit Direktvertrieb ansässig.

## Bodennutzung
Die Katastralgemeinde ist landwirtschaftlich geprägt. 76 Hektar wurden zum Jahreswechsel 1979/1980 landwirtschaftlich genutzt und 291 Hektar waren forstwirtschaftlich geführte Waldflächen. 1999/2000 wurde auf 76 Hektar Landwirtschaft betrieben und 294 Hektar waren als forstwirtschaftlich genutzte Flächen ausgewiesen. Ende 2018 waren 74 Hektar als landwirtschaftliche Flächen genutzt und Forstwirtschaft wurde auf 292 Hektar betrieben. Die durchschnittliche Bodenklimazahl von Fahrabach beträgt 26,2 (Stand 2010).